# Friedrich von Braun

Friedrich Edler von Braun

Friedrich Edler von Braun (* 18. April 1863 in Nürnberg; † 9. Mai 1923 in München) war ein deutscher Politiker (DNVP).

## Leben und Wirken

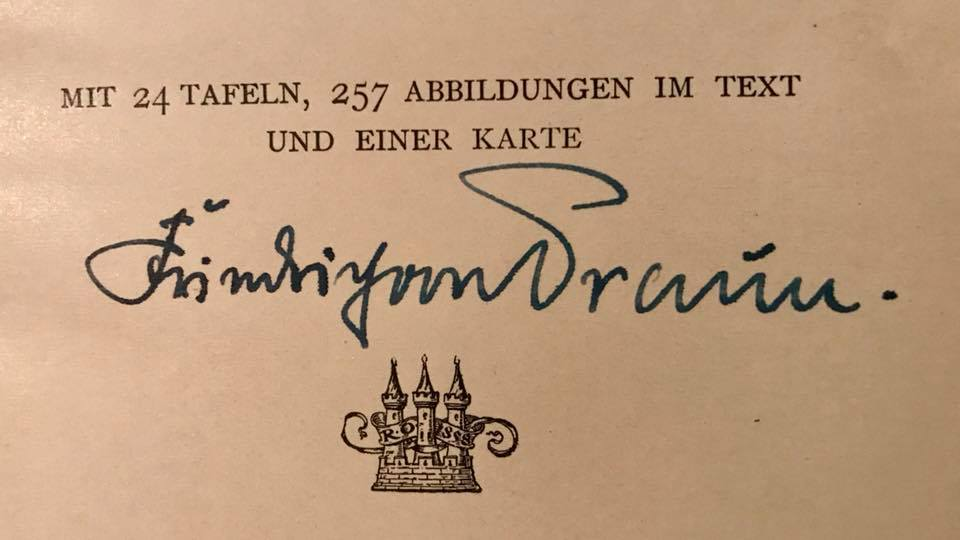
Eigenhändige Signatur im Buch An Deutschlands Jugend von Walther von Rathenau

Braun entstammte einer bayerischen Beamtenfamilie. Sein Großvater Karl Johann Heinrich Ernst von Braun (1788–1863), Minister und Kammerpräsident in Sachsen-Altenburg, wurde 1808 geadelt und trug seitdem den Adelstitel „Edler von“ im Namen.
Friedrich Edler von Braun wurde 1863 als Sohn des Richters Theodor Edler von Braun geboren, der zeitweise als Senatspräsident beim Oberlandesgericht amtierte. Er besuchte von 1873 bis 1881 Gymnasien in Bayreuth und Augsburg. Später studierte er Rechts- und Staatswissenschaften in Erlangen, Berlin und München. Während seines Studiums in Erlangen gehörte er ab 1881 der Burschenschaft der Bubenreuther an. 1885 trat er in den bayerischen Verwaltungsdienst ein. Nachdem er 1889 die zweite juristische Staatsprüfung bestand, leistete er im 1. Schwere-Reiter-Regiment „Prinz Karl von Bayern“ der Bayerischen Armee in München seinen Militärdienst ab. Später wurde er von diesem zum Major der Reserve befördert.
1890 wurde Braun Assessor im Bezirksamt in Neustadt an der Waldnaab. Dann war er von 1891 bis 1895 Assessor im Kultursministerium. Von 1895 bis 1897 war er als Regierungsassessor in Würzburg tätig. 1896 heiratete er. 1898 übernahm Braun für drei Jahre als Bezirksamtsmann die Leitung des Bezirksamtes in Lichtenfels. 1901 entstanden in diesem Bezirk auf Brauns Betreiben in sechzehn Dörfern Korbmacher-Genossenschaften, deren Aufgabe darin bestand, Material und Werkzeuge für ihre Mitglieder einzukaufen.
In den Jahren 1901 bis 1908 war er als Regierungsrat in Augsburg tätig. 1908 folgte die Ernennung zum Oberregierungsrat. Ein Jahr später wurde er als Landwirtschaftsreferent ins bayerische Innenministerium berufen, dessen Leitung er 1912 als Ministerialdirektor übernahm.
Nach dem Ausbruch des Ersten Weltkrieges wurde Braun 1914 mit der Organisation des Ernährungswesen in Bayern beauftragt. Im Mai 1916 wurde er als Ministerialdirektor ins Kriegsernährungsamt in Berlin berufen, in dem er zunächst als stellvertretender Leiter amtierte. Parallel dazu war er von 1916 bis 1919 Gesandter Bayerns beim Reichsrat. Im Herbst 1917 wurde er zum Unterstaatssekretär im Kriegsernährungsamt befördert, eine Position, die er bis zum August 1919 ausüben sollte. Nach dem Krieg nahm Braun als Sachverständiger für Lebensmittelfragen und die Handelsflotte an den Waffenstillstandsverhandlungen in Spa teil.
Im folgenden Jahr trat er in die DNVP ein. Bei der Reichstagswahl vom Juni 1920 wurde er als Kandidat der DNVP für den Wahlkreis 27 (Oberbayern-Schwaben) in den Reichstag gewählt, dem er bis zu seinem Tod im Mai 1923 angehörte.
In den frühen Jahren der Weimarer Republik war Braun außerdem Präsident des Vorläufigen Reichswirtschaftsrates, Mitglied des Reichsverbandes der Deutschen Industrie und geschäftsführendes Vorstandsmitglied des Reichsausschusses der deutschen Landwirtschaft. Ferner verfasste er volkswirtschaftliche und wirtschaftspolitische Abhandlungen in Broschüren und Tageszeitungen und war er Begründer und Herausgeber des landwirtschaftlichen Jahrbuches für Bayern. Außerdem führte er die Titel eines bayerischen Staats- und eines Geheimrates.

## Schriften
- Das bayerische Gesetz über die Güterzertrümmerung vom 13. August 1910, 1910.
- Kann Deutschland durch Hunger besiegt werden?, München 1914.
- Wiedereinführung der Goldwährung, 1920.